# (174) Phaedra
(174) Phaedra ist ein Asteroid des äußeren Hauptgürtels, der am 2. September 1877 vom US-amerikanischen Astronomen James Craig Watson am Detroit Observatory in Ann Arbor entdeckt wurde.
Der Asteroid wurde benannt nach Phaidra, der Tochter von Minos, König von Kreta, und Pasiphae. Sie war die Schwester von Ariadne und Frau von Theseus. Phaidra verliebte sich in ihren Stiefsohn Hippolytos und machte ihm Avancen, wurde aber abgewiesen. Aus Wut und Demütigung erhängte sie sich, hinterließ aber eine Nachricht, in der sie Hippolytos beschuldigte, sie angegriffen zu haben. Der empörte Theseus, ohne Hippolytos’ Seite der Geschichte anzuhören, appellierte an Poseidon, den Gott des Meeres, um angemessene Rache. Poseidon schickte ein Seeungeheuer, das Hippolytos’ Pferde so sehr in Angst und Schrecken versetzte, dass sie durchgingen und ihren Herrn unter den Rädern seines eigenen Streitwagens in den Tod schleiften.

## Wissenschaftliche Auswertung
Aus Ergebnissen der IRAS Minor Planet Survey (IMPS) wurden 1992 Angaben zu Durchmesser und Albedo für zahlreiche Asteroiden abgeleitet, darunter auch (174) Phaedra, für die damals Werte von 69,2 km bzw. 0,15 erhalten wurden. Eine Auswertung von Beobachtungen durch das Projekt NEOWISE im nahen Infrarot führte 2011 zu vorläufigen Werten für den Durchmesser und die Albedo im sichtbaren Bereich von 74,4 km bzw. 0,13. Nachdem die Werte 2012 auf 48,6 km bzw. 0,30 korrigiert worden waren, wurden sie 2014 auf 64,9 km bzw. 0,17 geändert.

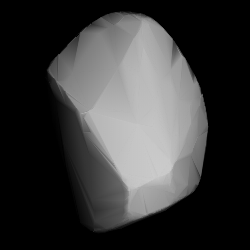
Berechnetes 3D-Modell von (174) Phaedra

Am 4. und 5. März 1987 wurden am La-Silla-Observatorium in Chile photometrische Messungen von (174) Phaedra durchgeführt. Aus der gemessenen Lichtkurve konnte eine Rotationsperiode von 5,75 h abgeleitet werden. Weitere Beobachtungen vom 20. Januar bis 19. Februar 2001 am Observatorium der Universidad de Monterrey in Mexiko und am Blackberry Observatory in Louisiana führten zu einer sehr detaillierten Lichtkurve und einem genaueren Wert für die Rotationsperiode von 5,744 h. Kurz darauf am 19. und 20. März 2001 durchgeführte Messungen am Yunnan-Observatorium in China bestätigten diese Werte mit einem Ergebnis von 5,74 h. Photometrische Messungen vom 1. bis 17. Oktober 2003 mit dem ferngesteuerten Rigel-Teleskop der University of Iowa am Winer Observatory in Arizona ergaben ebenfalls einen Wert von 5,75 h. Auch eine Beobachtung vom 4. bis 28. November 2008 am Shadowbox Observatory in Indiana führte zum gleichen Ergebnis.
Eine Auswertung von archivierten Lichtkurven ermöglichte einer Forschergruppe in einer Untersuchung von 2011 mit der Methode der konvexen Inversion die Erstellung von Gestaltmodellen und die Bestimmung von zwei alternativen Positionen der Rotationsachse mit einer prograden Rotation. Die Rotationsperiode wurde zu 5,75025 h gefunden. Mit Hilfe zahlreicher Lichtkurven von Beobachtungen am Observatorium Borówiec in Polen und am South African Astronomical Observatory (SAAO) aus den Jahren 1998 bis 2010 gelang es, eine sehr genaue Lösung für die Lage der Rotationsachse zu erhalten. Die Achse liegt dabei nur wenig gegen die Ekliptik geneigt. Als Rotationsperiode wurden 5,75025 h bestimmt.
Neue photometrische Beobachtungen am 9. und 10. Januar 2015 an verschiedenen Observatorien der Asociación Valenciana de Astronomía (AVA) in Spanien führten allerdings wieder zu einem abweichenden Resultat von 5,740 h. Zwischen 2012 und 2018 wurden mit der All-Sky Automated Survey for Supernovae (ASAS-SN) auch photometrische Daten von 20.000 Asteroiden aufgezeichnet. Auf mehr als 5000 davon konnte erfolgreich die Methode der konvexen Inversion angewendet werden, darunter auch (174) Phaedra, für die in einer Untersuchung von 2021 ein verbessertes dreidimensionales Gestaltmodell für zwei alternative Rotationsachsen mit prograder Rotation und einer Periode von 5,75026 h berechnet wurde.
Aus archivierten Daten des Asteroid Terrestrial-impact Last Alert System (ATLAS) aus dem Zeitraum 2015 bis 2018 konnte in einer Untersuchung von 2022 mit der Methode der konvexen Inversion eine Rotationsperiode von 5,75021 h berechnet werden. Im Jahr 2023 wurde aus photometrischen Messungen von Gaia DR3 erneut ein dreidimensionales Gestaltmodell des Asteroiden für eine Rotationsachse mit prograder Rotation und einer Periode von 5,75025 h berechnet.

## Phaedra-Familie
(174) Phaedra ist namensgebendes und größtes Mitglied einer Asteroidenfamilie mit ähnlichen Bahneigenschaften, wie eine Große Halbachse von 2,84–2,93 AE, eine Exzentrizität von 0,13–0,18 und eine Bahnneigung von 12,8°–14,0°. Taxonomisch handelt es sich um Asteroiden der Spektralklassen S, C und L, die mittlere Albedo liegt bei 0,13. Die Phaedra-Familie umfasste im Jahr 2019 etwa 131 bekannte Mitglieder.